# Praedora
Praedora este un gen de molii din familia Sphingidae. 

## Specii
- Praedora leucophaea - Rothschild & Jordan, 1903
- Praedora marshalli - Rothschild & Jordan, 1903
- Praedora plagiata - Rothschild & Jordan, 1903
- Praedora puchneri - Pierre & Schmit, 2008
- Praedora tropicalis - Rothschild & Jordan, 1912